# ヴィレム・コルステン
ヴィレム・コルステン（Willem Korsten, 1975年1月21日 - ）は、オランダ・ボクステル出身の元サッカー選手。ポジションはFW(LW)。

## 経歴
トッテナム・ホットスパーFC在籍時代の2000-2001シーズンにはプレミアリーグ最終節でマンチェスター・ユナイテッドFC相手に2ゴールの活躍を見せ、勝利に貢献。2016-17シーズンを最後に取り壊されたホワイト・ハート・レーンでユナイテッド相手に2ゴールを決めた最後の選手だった。

## 人物
フットゴルフの発案者のひとり。